# How to Buy a Friend
How to Buy a Friend (en hangul, 계약우정; en hanja: 契約友情; RR: Gyeyakujung; lit. «Contrato de amistad») es una serie televisiva surcoreana dirigida por Yoo Young-eun y protagonizada por Lee Shin-young, Shin Seung-ho, Kim So-hye, Oh Hee-joon, Min Do-hee y Jo Yi-hyun. Está basada en el webtoon de Daum Contrato de Amistad, creado por Laad Kwon. Se emitió en el canal KBS2 del 6 al 14 de abril de 2020.

## Sinopsis
Dos adolescentes entablan una relación contractual: Heo Don-hyuk promete proteger a Park Chan-hong de su acosador si él le ayuda a descubrir la verdad que hay tras el suicidio de su novia.

## Reparto

### Principal
- Lee Shin-young como Park Chan-hong. También conocido como Ninja entre sus compañeros de escuela, es un estudiante de secundaria común y corriente y tiene talento para escribir. Está enamorado de Uhm Se-yoon.[6]
- Shin Seung-ho como Heo Don-hyuk. También conocido como Iron Man, es famoso por sus puños y ha luchado contra diez hombres a la vez. Acabó en un centro de detención juvenil y ha venido a la escuela a la que asisten Chan-hong, Se-yoon y Kyung-pyo.[7]
- Kim So-hye como Uhm Se-yoon. La chica más guapa y popular de la escuela.[8]
- Oh Hee-joon como Oh Kyung-pyo. El mejor amigo de Chan-hong.[9]
- Min Do-hee como Choi Mi-ra. La mejor amiga de Se-yoon, también era cercana a Seo-jung en la clase de arte.[10]
- Cho Yi-hyun como Shin Seo-jung. La estudiante de último año que se suicidó en la escuela, también era estudiante de arte y era amiga de Se-yoon y Mi-ra.[11]

### Secundario

#### Familia de Chan-hong
- Kim Won-hae como Park Choong-chae, padre de Chan-hong.[12]
- Baek Ji-won como Oh Jung-hee, madre de Chan-hong.[13][14]

#### Gente de Pyung-seop
- Jang Hye-jin como Jo Pyung-seop, política y trabajadora social.[15]
- Kim Do-wan como Kwak Sang-pil, el mejor amigo de Don-hyuk, subordinado de Pyung-seop.[16]

#### Gente de Jeil High School
- Kim In-kwon como Woo Tae-jung, profesor de literatura.[17][18]
- Kim So-ra como Choi Jung-won, profesora de arte.[19]
- Lee Jung-hyun como Kim Dae-yong, mal estudiante y pandillero.[16]
- Yoo Se-hyung como Ahn Seong-do.[15]

## Producción
La primera lectura del guion tuvo lugar en enero de 2020 en el KBS Annex Broadcasting Station en Yeouido, Seúl, Corea del Sur, con la presencia del escritor Kim Joo-man, el director Yoo Young-eun y todos los protagonistas.
Con esta serie KBS2 rompió una larga pausa de programación en series de lunes a martes, que había iniciado el otoño precedente.

## Banda sonora original
| Parte | Fecha de publicación | N.º | Título                                 | Letra                     | Música                      | Artista      | Duración |
| ----- | -------------------- | --- | -------------------------------------- | ------------------------- | --------------------------- | ------------ | -------- |
| 1     | 6 de abril de 2020   | 1   | It Was Spring (그때가 봄이었더라)      | Major League              | Major League                | Joo Ye-in    | 3:48     |
| 1     | 6 de abril de 2020   | 2   | It Was Spring (inst.)                  |                           | Major League                |              | 3:48     |
| 2     | 7 de abril de 2020   | 1   | My Friend                              | Nafla                     | Kim Tae-san, Nafla          | Nafla        | 3:07     |
| 2     | 7 de abril de 2020   | 2   | My Friend (inst.)                      |                           | Kim Tae-san, Nafla          |              | 3:07     |
| 3     | 12 de abril de 2020  | 1   | One & Only                             | Ha Sun-ho                 | Han Seung-soo, Ha Sun-ho    | Ha Sun-ho    | 2:42     |
| 3     | 12 de abril de 2020  | 2   | One & Only (inst.)                     |                           | Han Seung-soo, Ha Sun-ho    |              | 2:42     |
| 4     | 13 de abril de 2020  | 1   | I Saw You in My Dream (꿈에서 널 봤어) | Kangaroo, Rhinoceros      | Crazy Park                  | Lee Min-hyuk | 3:48     |
| 4     | 13 de abril de 2020  | 2   | I Saw You in My Dream (inst.)          |                           | Crazy Park                  |              | 3:48     |
| 5     | 14 de abril de 2020  | 1   | Still Love                             | Major League, Kim Dong-ha | Major League, Buzzer Beater | ACE          | 3:29     |
| 5     | 14 de abril de 2020  | 2   | Still Love (inst.)                     |                           | Major League, Buzzer Beater |              | 3:29     |

## Índices de audiencia
En la tabla inferior, en azul aparecen los índices más bajos, y en rojo los más altos. 
| Episodio | Fecha de emisión    | Título                                                              |                                     |
| Episodio | Fecha de emisión    | Título                                                              | Índice de audiencia (Nielsen Korea) |
| -------- | ------------------- | ------------------------------------------------------------------- | ----------------------------------- |
| 1        | 6 de abril de 2020  | What Could You Possibly Do With a Poem? (시따위로 뭘 할 수 있겠어?) | 2,3%                                |
| 2        | 6 de abril de 2020  | What Could You Possibly Do With a Poem? (시따위로 뭘 할 수 있겠어?) | 2,7%                                |
| 3        | 7 de abril de 2020  | The Limits of Poetic License (시적허용의 범위)                      | 1,4%                                |
| 4        | 7 de abril de 2020  | The Limits of Poetic License (시적허용의 범위)                      | 1,6%                                |
| 5        | 13 de abril de 2020 | What Rhythm Has Taught Me (운율이 내게 가르쳐 준 것)                | 2,6%                                |
| 6        | 13 de abril de 2020 | What Rhythm Has Taught Me (운율이 내게 가르쳐 준 것)                | 2,4%                                |
| 7        | 14 de abril de 2020 | [ c ]                                                               | 1,4%                                |
| 8        | 14 de abril de 2020 | [ c ]                                                               | 1,8%                                |
| Promedio | Promedio            | Promedio                                                            | 2,0%                                |

## Premios y nominaciones
| Año  | Premio                | Categoría                      | Candidato      | Resultado | Ref.   |
| ---- | --------------------- | ------------------------------ | -------------- | --------- | ------ |
| 2020 | 34th KBS Drama Awards | Mejor actriz de reparto        | Baek Ji-won    | Nominada  |        |
| 2020 | 34th KBS Drama Awards | Mejor actriz de reparto        | Jang Hye-jin   | Nominada  |        |
| 2020 | 34th KBS Drama Awards | Mejor actor en una serie breve | Lee Shin-young | Ganador   | [ 21 ] |
| 2020 | 34th KBS Drama Awards | Mejor actor en una serie breve | Shin Seung-ho  | Nominada  |        |
| 2020 | 34th KBS Drama Awards | Mejor actriz revelación        | Kim So-hye     | Nominada  |        |